# Leilachspitze
La Leilachspitze est une montagne culminant à 2 274 m d'altitude dans les Alpes d'Allgäu.

## Toponymie
La montagne est mentionnée pour la première fois dans une lettre du comte Hugo de Montfort en 1458. Peter Anich cite dans son Atlas Tyrolensis en 1774 un Leile Spiz. Le nom de Leilach vient du lin.

## Géographie
La Leilachspitze est le sommet principal des montagnes du lac de Vilsalp. Il se trouve au sud-est de la vallée du Lech, au sud du Schwarzwassertal et au nord du Birkental, tandis qu'à l'ouest il fait face au Luchsköpfe et à la Lachenspitze.

## Ascension
La voie la plus facile part du refuge de Landsberg et se fait en deux heures et demie. On va vers le Lache, un petit lac de montagne, jusqu'au Östlichen Lachenjoch puis on monte le col de la vallée du Lech ; une alternative est le contournement au sud de la Lachenspitze et du Steinkarscharte. Au col de la vallée du Lech, on contourne le Luchsköpfe par le sud et arrive à une vallée tunnel dangereuse et obstruée de pierres.
Une autre voie passe par le Birkental. Elle part de Rauth, un village de Nesselwängle accessible par le col de Gaicht. Il amène à la face nord de la montagne et se fait en quatre heures.
Les deux voies sont classées 1 et 2.